# Хорошево (Верховажский район)
Хорошево — деревня в Верховажском районе Вологодской области.
Входит в состав Чушевицкого сельского поселения, с точки зрения административно-территориального деления — в Чушевицкий сельсовет.
Расстояние по автодороге до районного центра Верховажья — 46,3 км, до центра муниципального образования Чушевиц — 2,5 км. Ближайшие населённые пункты — Плосково, Берег, Чушевицы, Басайлово.
По переписи 2002 года население — 9 человек.